# Кубок Шрі-Ланки з футболу 2019—2020
Кубок Шрі-Ланки з футболу 2019-20 — 52-й розіграш кубкового футбольного турніру у Шрі-Ланці. Титул володаря кубка вчетверте здобув Шрі-Ланка Поліс.

## Календар
| Раунд        | Дата                  | Матчі | Клуби    |
| ------------ | --------------------- | ----- | -------- |
| Перший раунд |                       | 731   | 827 → 64 |
| 1/32 фіналу  | листопад-грудень 2019 | 32    | 64 → 32  |
| 1/16 фіналу  | грудень 2019          | 16    | 32 → 16  |
| 1/8 фіналу   | 3-5 січня 2020        | 8     | 16 → 8   |
| 1/4 фіналу   | 11-12 січня 2020      | 4     | 8 → 4    |
| 1/2 фіналу   | 1 лютого 2020         | 2     | 4 → 2    |
| Фінал        | 7 лютого 2020         | 1     | 2 → 1    |

## 1/8 фіналу
| Команда 1    | Рахунок      | Команда 2           |
| ------------ | ------------ | ------------------- |
| 3 січня 2020 |              |                     |
| Дефендерс    | 1:1 пен. 4:5 | Шрі-Ланка Поліс     |
| Ред Роуз     | 1:1 пен. 5:6 | Цивіл Сек'юріті     |
| 4 січня 2020 |              |                     |
| Саундерс     | 1:1 пен. 3:0 | Джава Лейн          |
| Сінгін Фіш   | 0:1          | ВМС Морські Яструби |
| 5 січня 2020 |              |                     |
| Нью-Янгс     | 1:1 пен. 4:5 | В'язниця            |
| Нью Стар     | 0:2          | Реновн              |
| Ред Сан      | 0:1          | Сині Орли           |
| Блу Стар     | 6:2          | Ап Кантрі Лайонз    |

## 1/4 фіналу
| Команда 1           | Рахунок | Команда 2       |
| ------------------- | ------- | --------------- |
| 11 січня 2020       |         |                 |
| Сині Орли           | 2:1     | Реновн          |
| Цивіл Сек'юріті     | 2:5     | Шрі-Ланка Поліс |
| 12 січня 2020       |         |                 |
| ВМС Морські Яструби | 0:1     | Саундерс        |
| В'язниця            | 0:1     | Блу Стар        |

## 1/2 фіналу
| Команда 1     | Рахунок      | Команда 2       |
| ------------- | ------------ | --------------- |
| 1 лютого 2020 |              |                 |
| Саундерс      | 5:1          | Сині Орли       |
| Блу Стар      | 0:0 пен. 2:4 | Шрі-Ланка Поліс |

## Фінал
| 7 лютого 2020 |

| Шрі-Ланка Поліс | 1:1 пен. 5:4 | Саундерс |
| --------------- | ------------ | -------- |
|                 |              |          |

| Іподромний міжнародний стадіон, Коломбо |